# Saavedra (Buenos Aires)

Lage von Saavedra in Buenos Aires

Saavedra ist ein Stadtteil am nördlichen Stadtrand der argentinischen Hauptstadt Buenos Aires. Er hat 51.723 Einwohner (Stand von 2001) auf einer Fläche von 5,9 km². Die Bevölkerungsdichte beträgt 8.767 Einwohner pro km². Saavedra gehört damit zu den schwächer besiedelten Stadtteilen (der Durchschnitt in Buenos Aires beträgt 15.200 Einwohner/km²)
Saavedra liegt in der Nähe von Belgrano und Villa Urquiza. Im Norden wird Saavedra von der Avenida General Paz begrenzt. Das Viertel gehört zur Comuna C7. 

## Beschreibung

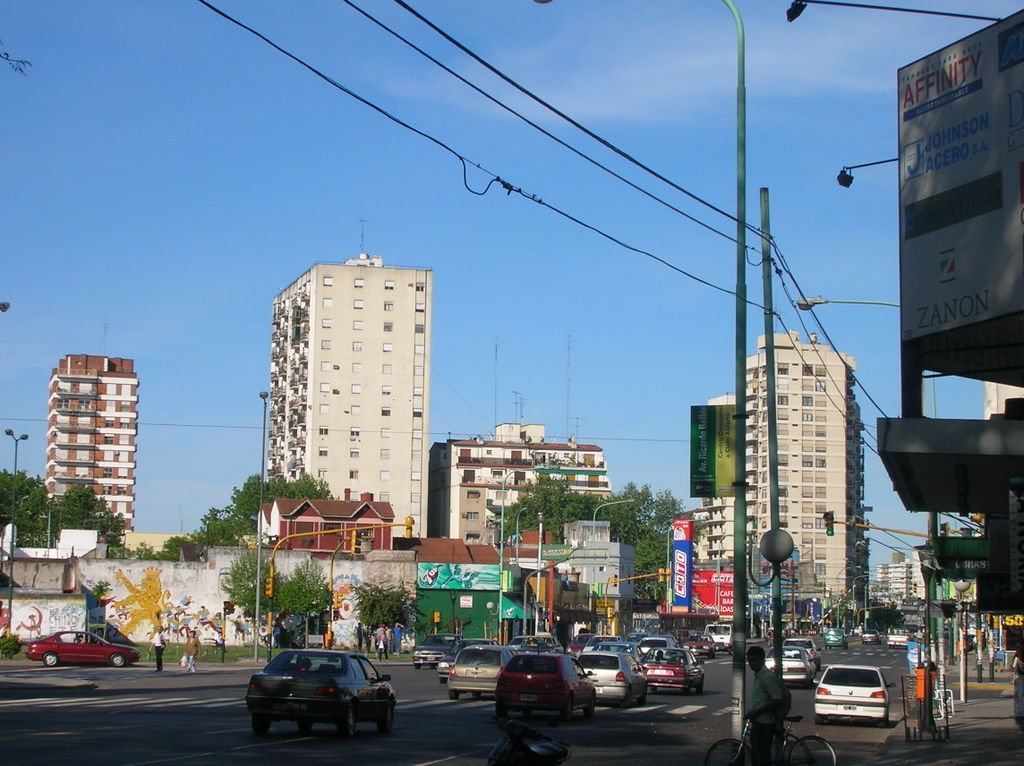
Avenida Dr. Ricardo Balbín

Benannt wurde Saavedra nach Cornelio Saavedra (1759–1829), einem Hauptakteur der Mai-Revolution, der später auch Präsident wurde.
Hauptattraktion des Stadtteils ist der Parque Saavedra, der für Picknicks beliebt ist und Sportmöglichkeiten bietet. 
Der bekannteste Sohn des Viertels ist der Tangosänger Roberto Goyeneche. Saavedra war auch Gründungsort für den Fußballverein CA Platense. Außerdem leben die Hauptcharaktere des Romans El Sueño de los héroes von Adolfo Bioy Casares in Saavedra. 